# Micromorphe barbarapolonica
Micromorphe barbarapolonica är en fjärilsart som beskrevs av Alexander Schintlmeister 1994. Micromorphe barbarapolonica ingår i släktet Micromorphe och familjen tofsspinnare. Inga underarter finns listade i Catalogue of Life.